# Pleocitose
O aumento do número de leucócitos é denominado pleocitose e está relacionado à vigência de um processo inflamatório liquórico. A quantidade de células ou o tipo celular encontrado e/ou predominante pode determinar o tempo de evolução da patologia e o agente ou grupo de agentes causais. É preciso reafirmar que, somente a análise do comportamento citológico não é suficiente para se fechar um diagnóstico, sendo necessária a determinação dos parâmetros bioquímicos, no mínimo.
Patologias que podem ter  a pleocitose:
- Doença de Lyme
- Sarcoidose
- Neurossífilis
- Meningoencefalite por HIV
- Doença de Behçet
- Doença de Devic (neuromielite optica)
- Toxoplasmose
- Meningite
- Herpes simples Virus
- Rubéola
- Meningite criptococócica
- Síndromes paraneoplásicas diversas

Cefaléia pós anestesia subaracnoidea (raquianestesia) Imbelloni,2010
Tuberculose Extra Pulmonar quando causando quadro de meningoencefalite.